# Stefan Lisewski
Stefan Lisewski (ur. 6 lipca 1933 w Tczewie, zm. 26 lutego 2016 w Berlinie) – aktor niemiecki, mieszkał w Berlinie.

## Filmografia (wybór)
- 1958: Das Lied der Matrosen (Jupp König)
- 1959: Maibowle (Paul Lehmann)
- 1959: Verwirrung der Liebe (Edy)
- 1960: Wo der Zug nicht lange hält (Gerhard)
- 1961: Der Arzt von Bothenow (Maurer Höffner)
- 1961: Der Traum des Hauptmann Loy (Mike O'Connor)
- 1961: Eine Handvoll Noten (Andreas Blume)
- 1962: Freispruch mangels Beweises (Thomas Steinhorst)
- 1962: Die Jagd nach dem Stiefel (Ernst Schiemann)
- 1963: Koffer mit Dynamit (Otto Thüringer)
- 1965: Chronik eines Mordes (Steve)
- 1965: Solange Leben in mir ist (Werner Gutjahr)
- 1970: Tödlicher Irrtum (Ten Eyck)
- 1971: Anflug Alpha 1 (Hauptmann Wendland)
- 1972: Trotz alledem! (Werner Gutjahr)
- 1972: Polizeiruf 110: Das Ende einer Mondscheinfahrt (kapitan Wolfgang Hasse)
- 1973: Nicht schummeln, Liebling! (Otto Bommel)
- 1973: Susanne und der Zauberring (ojciec)
- 1976: Die Leiden des jungen Werthers (wydawca)
- 1976: Polizeiruf 110: Vorurteil? (Rudi Töpfer)
- 1976: Beethoven – Tages aus einem Leben (Johann van Beethoven)
- 1979: Spuk unterm Riesenrad (Riese Otto)
- 1983: Spuk im Hochhaus (Hausmeister Kegel)
- 1984: Polizeiruf 110: Inklusive Risiko (Hermann Zieske)
- 1985: Sachsens Glanz und Preußens Gloria (generał hr. von Rutowski)
- 1989: Die Beteiligten (Dr Martin Bröger)
- 1996: Der aufhaltsame Aufstieg des Arturo Ui (Dogsborough)
- 1998: Gottes Besuch (Bóg)